# جک فیث (بازیکن فوتبال)
جک فیث (انگلیسی: Jack Firth; ۸ اوت ۱۹۰۷ – ۸ دسامبر ۱۹۸۷) بازیکن فوتبال اهل بریتانیا بود.
از باشگاه‌هایی که در آن بازی کرده‌است می‌توان به باشگاه فوتبال دونکستر راورز، باشگاه فوتبال سوانزی سیتی، باشگاه فوتبال بری، و باشگاه فوتبال بیرمنگام سیتی اشاره کرد.